# Мечеть Ага
Мечеть Ага (азерб. Ağa məscidi) — мечеть в поселке Нардаран, Сабунчинского района, города Баку, Азербайджан.

## История
Мечеть Ага расположена в одноименном квартале бакинского поселка Нардаран. Построена в 1882 году (1317 году по мусульманскому летоисчислению) по инициативе Шейха Магомедали. По другим данным мечеть построена в 1899—1900 годах. Во времена Советского Союза, с 1937 по 1987 года, мечеть использовалась в качестве складского помещения. В дальнейшем деятельность мечети была возобновлена.

## Описание и архитектура
Мечеть двухэтажная, прямоугольной формы. На первом этаже находятся отделения для мужчин и женщин. Женская часть разделена от мужской большой занавесью. Размеры женской и мужской отделений составляют соответственно 60 и 170 квадратных метров. На втором этаже находится религиозная школа — медресе.
Стены сооружения построены из массивных отёсанных камней, но со стороны фасада не отштукатурены. Высота от пола до потолка составляет 6 метров, а от пола до купола 9 метров. Потолок держится на четырёх больших колоннах, соединенных между собой арками. В купол пристроены четыре окна. Кафедра мечети построена из камня и очень изящно украшена. Особо следует отметить минарет, который недостроен и имеет половинчатую форму. Его высота 16 метров. Все окна мечети защищены железными решетками.